# Wilhelm Georg Schmidt

Wilhelm Georg Schmidt

Adolf Wilhelm Georg Schmidt (* 5. März 1900 in Wiesbaden; † 29. August 1938 in Berlin) war von Beruf Klempnermeister, Reichshandwerksführer, Präsident der Handwerkskammer Wiesbaden, Mitglied der NSDAP, SS und SA. Er war ab 1933 Mitglied des Reichstags.

## Leben
Nach dem Besuch der Mittelschule in Wiesbaden absolvierte Schmidt eine Klempnerlehre und bestand 1922 die Prüfung als Spengler- und Installationsmeister. 1925 machte er sich als Klempnermeister in Wiesbaden selbständig. Seine Ausbildungszeit wurde durch die Teilnahme am Ersten Weltkrieg, in welchem er bei 2. Kompanie der Luftschiffer-Abteilung II diente, unterbrochen. 1924 war er Zeitfreiwilliger beim Infanterie-Regiment 13.
Schmidt war 1921 zunächst Mitglied einer DVP-Jugendgruppe, ehe er sich dem Deutschvölkischen Schutz- und Trutzbund anschloss. Im Januar 1923 trat er erstmals der NSDAP bei. Während der Alliierten Rheinlandbesetzung war Schmidt von 1923 bis 1925 aus dem besetzten Gebiet ausgewiesen. Nach dem vorübergehenden Verbot der NSDAP trat er der Partei (Mitgliedsnummer 33.560) im April 1926 erneut bei und gründete im gleichen Jahr die NSDAP-Ortsgruppe Wiesbaden. Er war von 1926 bis 1928 Mitglied der SA und seit 1931 Mitglied der SS (SS-Nr. 20.548). In der SS erreichte er am 8. Juni 1936 den Rang eines SS-Oberführers. 1932 wurde er in den Preußischen Landtag gewählt, dem er bis zur Auflösung der Körperschaft im Oktober 1933 angehörte. Im November 1933 wurde er Mitglied des nationalsozialistischen Reichstages.
Schmidt war führend an der Gleichschaltung der deutschen Handwerkskammern beteiligt. Von 1933 bis 1934 war er Präsident der Handwerkskammer für den Regierungsbezirk Wiesbaden. Wie sehr er sich mit den ideologischen Vorstellung der Nationalsozialisten identifizierte, zeigt ein Zitat aus seiner Rede am 17. Mai 1934 vor der Presse : „… Wir stehen an einem Wendepunkt, an dem der nationalsozialistische Staat mit eiserner Hand neue Geschichte schreibt. Der Neuaufbau der Handwerksorganisation in Pflichtinnungen und Kreis-Handwerkerschaften räumt restlos auf mit der liberalistisch-demokratischen Handwerksorganisation […] Grundsatz des Gesetzes über die Neuordnung der Verhältnisse im Handwerk ist die Durchführung des Führerprinzips.“ In seiner Rede auf dem Reichshandwerkstag 1936 erklärte er: „Die Keimzelle einer wahren Volkswirtschaft war und ist und wird immer das Handwerk sein. Über das Handwerk geht der Weg zur nationalsozialistischen Volkswirtschaft.“
Am 3. Mai 1933 wurde auf einer Vollversammlung des Reichsverbandes des Deutschen Handwerks die Gründung eines neuen Verbandes, des Reichsstandes des Deutschen Handwerks vorgenommen. In den Vorstand des Reichsstandes wurde Schmidt neben weiteren NSDAP-Mitgliedern und Adrian von Renteln zum Präsidenten gewählt. Damit hatte das Handwerk vier Organisationen mit Vorständen in Personalunion, den Reichsverband des Deutschen Handwerks, den Reichsstand des Deutschen Handwerks, den Deutschen Handwerkskammertag und die Fachverbände im Reichsstand des Deutschen Handwerks.
Der Reichsminister für Volksaufklärung und Propaganda Joseph Goebbels berief Schmidt im Oktober 1933 in den Verwaltungsrat des Werberats der deutschen Wirtschaft.
Am 26. Januar 1934 löste Schmidt Adrian von Renteln als Reichshandwerksführer und Präsidenten des Reichsstandes ab. Auf einer Tagung der Handwerkskammerpräsidenten am 3. und 4. März 1934 in Kassel nötigte Schmidt die anwesenden Präsidenten zu einer Unterschrift, die die Anerkennung des Führerprinzips enthielt und bedeutete, dass der Reichshandwerksführer jederzeit den Rücktritt eines jeden Handwerkspräsidenten unter Aberkennung aller Rechtsansprüche durchsetzen könne. Dieses Papier wurde nahezu von allen, bis auf einzelne für unbedeutend gehaltene Präsidenten, unterzeichnet. Am 29. März 1934 konnte Schmidt dem Reichswirtschaftsführer Hjalmar Schacht den Vollzug melden. Schmidt unterzeichnete ferner 1934 einen Aufruf in der Zeitschrift der Akademie für Deutsches Recht: „Über dem Leben der Nation und seinen immer wechselnden Erscheinungsformen steht das Recht, das geboren aus Rasse und Seele des Volkes, ewige Bindung der Nation an die ihr ureigenen Werte bedeutet.“
Im November 1936 musste Schmidt nach Kompetenzstreitigkeiten mit dem Leiter der Deutschen Arbeitsfront, Robert Ley, als Reichshandwerksmeister zurücktreten. Ein 1937 gegen ihn eingeleitetes Parteigerichtsverfahren wurde im Januar 1938 eingestellt. Eine parallel zum Parteigerichtsverfahren bestehende Beurlaubung vom SS-Dienst war damit begründet worden, dass Schmidt die Remilitarisierung des Rheinlands in einem Telefonat vorzeitig bekannt gegeben habe.
Schmidt starb am 29. August 1938 im Alter von 38 Jahren in seiner Wohnung in Berlin-Tiergarten an einer Blinddarmentzündung. Seine Grabstätte befindet sich auf dem Südwestkirchhof Stahnsdorf. Nach Schmidts Tod übernahm Max Solbrig am 10. September 1938 sein Reichstagsmandat.